# Stazione di Rosà
Stazione di Rosà vasútállomás Olaszországban, Veneto régióban, Rosa településen.

## Vasútvonalak
Az állomást az alábbi vasútvonalak érintik:
- Padova-Bassano-vasútvonal

## Kapcsolódó állomások
A vasútállomáshoz az alábbi állomások vannak a legközelebb: 
- Stazione di Rossano Veneto (Stazione di Padova)
- Stazione di Bassano del Grappa (nincs)